# Sidamo (Provinz)

Karte der Provinzen in Äthiopien; im Süden befand sich Sidamo

Sidamo (amharisch ሲዳሞ, oder auch Sidama) war eine Provinz im südlichsten Teil von Äthiopien. Ihre Hauptstadt war Hagereselam danach Yirgalem bzw. nach 1978 Awassa.
Sie war benannt nach der ethnischen Gruppe der Sidamo oder Sidama im südlichen Zentraläthiopien. Vor der Eingliederung in das Kaiserreich Abessinien war das Königreich Kaffa das größte politische Staatsgebilde, das die Region beherrschte.
Nach einer jahrzehntelangen politischen Teilung war die Sidamo-Provinz im Westen von Gamu-Gofa, im Norden von Shewa und im Norden sowie im Osten von der Provinz Hararghe (später Bale) umgeben. Ein kleiner Landstreifen im Südosten der Provinz grenzte an die Kolonie Italienisch-Somaliland, an der Südgrenze von Sidamo lag Britisch-Ostafrika (später Kenia).

## Geschichte
Mit extensivem Kaffeeanbau erbrachte die Provinz Sidamo ergiebige Einnahmen. Daher wurde die Macht an Adlige, die loyal zum Kaiser waren, übergeben, darunter auch Dejazmach Balcha Safo, der das Gebiet vor der italienischen Besetzung Äthiopiens 1936–1941 mehrmals regierte. Er lebte in damaliger Hauptstadt von Sidama Hagereselam.
Nach dem Ende der italienischen Besetzung wurden 1942 die Provinzen Borana und Wolayta – benannt nach den Volksgruppen der Borana-Oromo und Wolaytta – an Sidamo angegliedert. Dies war Teil der allgemeinen Reorganisation, welche Kaiser Haile Selassie I. nach seiner Rückkehr aus dem Exil unternahm.
Im Jahre 1960 fand in Sidamo eine Revolte der Gedeo statt, die sich gegen die Reorganisation des Steuersystems wandten und diese als repressiv bezeichneten. Die Revolte wurde brutal niederschlagen. Die aufständischen Bauern waren zumeist nur mit Speeren und Schwertern ausgestattet und trafen auf gut ausgerüstete Landesherren und Regierungstruppen. Die Gedeo-Rebellen wurden in mehreren Anläufen geschlagen; eine Schiedsuntersuchungskommission unter der Leitung von Afa Negus Eshate Gada sprach die Schuld nicht nur den Landesherren zu, sondern belegte die Ältesten der Gedeo – die die Revolte angeführt hatten – mit Geldstrafen.
Im Ogadenkrieg 1977/78 drangen somalische Truppen bis in den Südosten von Sidamo vor, das sie als Teil von „West-Somalia“ beanspruchten und an ein Groß-Somalia angliedern wollten.

## Aufteilung nach 1991
Mit der ethnisch-föderalistischen Neuordnung der Verwaltungsgliederung Äthiopiens nach 1991 wurde der nordwestliche Teil von Sidamo der Region der südlichen Nationen, Nationalitäten und Völker (SNNPR) zugeteilt, während der größte, von Borana und anderen Oromo-Gruppen bewohnte Teil der Provinz Teil von Oromia wurde.
Die Sidama-Zone in der SNNPR, die 2020 zur eigenständigen Region Sidama wurde, umfasst nur einen kleinen Teil der Fläche der früheren Provinz. Ein weiterer Teil innerhalb der SNNPR bildet heute die Gedeo-Zone. Die zu Oromia gehörenden Gebiete wurden dort zur Borena-Zone; manchen Quellen zufolge wurde ein Teil davon unterdessen als Guji-Zone zur eigenständigen Zone, benannt nach den Guji-Oromo.
Ein kleiner Teil im äußersten Südosten der ehemaligen Provinz wurde manchen Angaben zufolge Teil der Liben-Zone der Somali-Region. Dieses Gebiet ist weiterhin zwischen Oromia und Somali umstritten.